# Laser sem inversão
O laser sem inversão ( do inglês, Lasing Without Inversion, LWI),  ou laser sem inversão populacional, é uma forma de obter luz laser utilizando uma técnica alternativa à inversão de população.  O funcionamento de um LWI utiliza a interferência quântica  entre transições atômicas para reduzir a absorção sem atrpalhar a emissão estimulada . Esse fenômeno também explica a transparência eletromagneticamente induzida.
O fundamento teórico do LWI foi desenvolvido pela primeira vez por Ali Javan em 1956. A primeira demonstração de LWI foi feita por Marlan Scully em um experimento com rubídio e sódio na Texas A&M University.